# Гречаный, Фёдор Степанович
Фёдор Степанович Гречаный (Потреба, Потребич, Пидтереб) (укр. Федір Степанович Гречаний; 1670 — до 1747) — видный деятель Левобережной Украины конца XVII и начала XVIII века. Член Первой Малороссийской коллегии в 1723—1727 годах, участник избрания гетманом Даниила Апостола в октябре 1727 года в Глухове, гадяцкий бунчуковый товарищ, знатный войсковой товарищ.

## Биография
Представитель известного с XVII века казацко-старшинского рода, происходящий от Прокопа Гречаного и породненный со многими известными родами ((Донец-Захаржевскими, Чернышами, Жученками).
Сын Степана Прокофьевича Потребич-Гречаного, генерального писаря Войска Запорожского (1663—1665). Брат Якова Гречаного, писаря при гетмане И. Мазепе.
С 1693 г. — канцелярист Гетманской войсковой канцелярии. Посол Мазепы в Москву. Входил в состав старши́ны. Привилегированный войсковой товарищ (с 1723).
После ареста гетмана Павла Полуботка Ф. Гречаный входил в состав Первой Малороссийской коллегии (коллективного органа, заменявшего гетмана). Кроме него, «правителями Генеральной войсковой канцелярии» с 1723— по октябрь 1727 г. были представители старши́ны — бывший полтавский сотник Иван Левенец и глуховский сотник Иван Мануйлович. По некоторым данным был «старшим правителем Генеральной войсковой канцелярии».
На церемонии избрания в гетманы Даниила Апостола нёс бунчук (1727). Бунчуковый товарищ (1729—1744).
После смерти отца Степана Гречаного, полученное им от Мазепы и утвержденное царскою грамотою село Аксютинцы было отобраны Мазепой у его сыновей Фёдора и Якова.
Был женат на дочери полковника Ахтырского Слободского полка Ивана Перекрестова.